# Río Culebras
Der Río Culebras ist ein 69 km langer Zufluss des Pazifischen Ozeans im zentralen Westen Perus in den Provinzen Huaraz, Aija und Huarmey der Region Ancash. Im Oberlauf heißt der Fluss auch Quebrada Ulluran und Quebrada Huanchay.

## Flusslauf
Der Río Culebras entspringt an der Westflanke der Cordillera Negra, einem Gebirgszug der peruanischen Westkordillere, im Nordosten des Distrikts Huanchay. Als Ursprung gilt der 4483 m hoch gelegene abflussregulierte See Laguna Saccho. Der Río Culebras fließt anfangs 8 km nach Süden und wendet sich im Anschluss nach Westen. Ab Flusskilometer 50 wendet sich der Río Culebras allmählich in Richtung Westsüdwest. Der Fluss durchquert eine sehr aride und wüstenhafte Region. Entlang seinem Flusslauf wird teils bewässerte Landwirtschaft betrieben. Der Río Culebras erreicht schließlich nördlich der Kleinstadt La Caleta Culebras die Pazifikküste. Etwa einen Kilometer davor überquert die Nationalstraße 1N (Panamericana) den Fluss.

## Einzugsgebiet und Hydrologie
Der Río Culebras entwässert ein Areal von 670,9 km². Das Einzugsgebiet erstreckt sich hauptsächlich über die Distrikte Huanchay und Culebras. Es grenzt im Nordwesten an das des Río Seco, im Nordosten an das des Río Casma sowie im Süden an das des Río Huarmey. In den Monaten Dezember bis März treten gewöhnlich die meisten Niederschläge auf, insbesondere im März. Diese fallen größtenteils in den höheren Lagen. Entsprechend führt der Río Culebras in den Sommermonaten sehr wenig Wasser. In dieser Zeit trennt ein Sandstreifen die Flussmündung vom Meer.

## Einzugsgebiet
1. 1 2 3 4 5 6  Evaluación de los recursos hídricos en las cuencas de los ríos Casma, Culebras y Huarmey: estudio hidrológico en la cuenca del Río Culebras. (PDF, 8,1 MB) Ministerio de Agricultura, Dezember 2007, abgerufen am 8. Januar 2021.